# رسی (کازبگی)
رسی (به لاتین: Resi) یک منطقهٔ مسکونی در گرجستان است که در شهرداری کازبگی واقع شده‌است. رسی ۰ نفر جمعیت دارد و ۲٬۴۰۰ متر بالاتر از سطح دریا واقع شده‌است.